# 東大井
東大井（日语：／ Higashi-ōi */?）是東京都品川區的地名。現行行政地名為東大井一丁目至東大井六丁目。2013年（平成25年）8月1日為止的人口有21,081人
。郵遞區號140-0011。

## 地理
位於品川區東南部。北與南品川、東品川之間以東京都道420號鮫洲大山線為界，東與八潮之間以京濱運河為界，東南與勝島之間以勝島運河為界，南與南大井之間以立會川為界，西與廣町、大井之間以JR東海道本線等鐵路線路為界。
地内中央付近有南北向的第一京濱通過，東部有南北向的海岸通穿越。五丁目內有池上通通過。
此外，與第一京濱平行的京急本線在此設置鮫洲站與立會川站。兩站附近有舊東海道通過。西北端有JR東日本、東急電鐵大井町站。
東部的京濱運河、勝島運河沿岸（東大井一丁目與二丁目附近）為倉庫與工業設施。西北部的東大井五丁目是大井町站東口，站前各種商店、大樓聚集，大井町站周邊是品川區重要的商業地區。其他地區以住宅區為主。

## 歷史
1964年（昭和39年）實施新住居表示，大井鮫洲町、大井林町、大井元芝町、大井北濱川町、大井關原町全部與大井立會町大部分地區合併為現行的東大井。

### 地名由來
為舊大井町的東部。

### 住居表示實施前後的町名變遷
| 實施後       | 實施前                                                 |
| 東大井一丁目 | 大井鮫洲町大部分、大井林町一部分                       |
| 東大井二丁目 | 大井鮫洲町一部分、大井元芝町一部分、大井北濱川町東半部 |
| 東大井三丁目 | 大井元芝町大部分、大井北濱川町西半分、大井關原町一部分 |
| 東大井四丁目 | 大井林町大部分                                         |
| 東大井五丁目 | 大井立會町大部分                                       |
| 東大井六丁目 | 大井關原町大部分                                       |

## 交通
西北端的五丁目北端為京濱東北線、東急大井町線、臨海線大井町站。東北部的一丁目有京急本線鮫洲站，北方有臨海線品川海濱站(所在地為東品川四丁目)。東南端附近的二丁目有京急本線立會川站。地域東部的一丁目附近可利用品川站發車的巴士路線。

## 設施

### 東大井一丁目
- 產業技術大學院大學
- 東京都立產業技術高等專門學校品川校區
- 警視廳鮫洲運轉免許試驗場
- 國土交通省關東運輸局東京運輸支局
- 加藤製作所本社
- 日本品質保証機構關東機械試驗所
- 日產王子東京販賣本社
- 東京都下水道局鮫洲抽水站
- 品川區立鮫洲公園、鮫洲總合運動公園
- 鮫洲八幡神社

### 東大井二丁目
- 品川區立鮫濱小學校
- 嶺雲寺

### 東大井三丁目
- 大井消防署
- 品川區立濱川中學校
- 品川區立東大井公園
- 來福寺

### 東大井四丁目
- 品川區立立會小學校
- 品川區立大井公園
- 仙台味噌釀造所
- 山內容堂墓所
- 品川Seaside Forest

### 東大井五丁目
- 品川郵便局

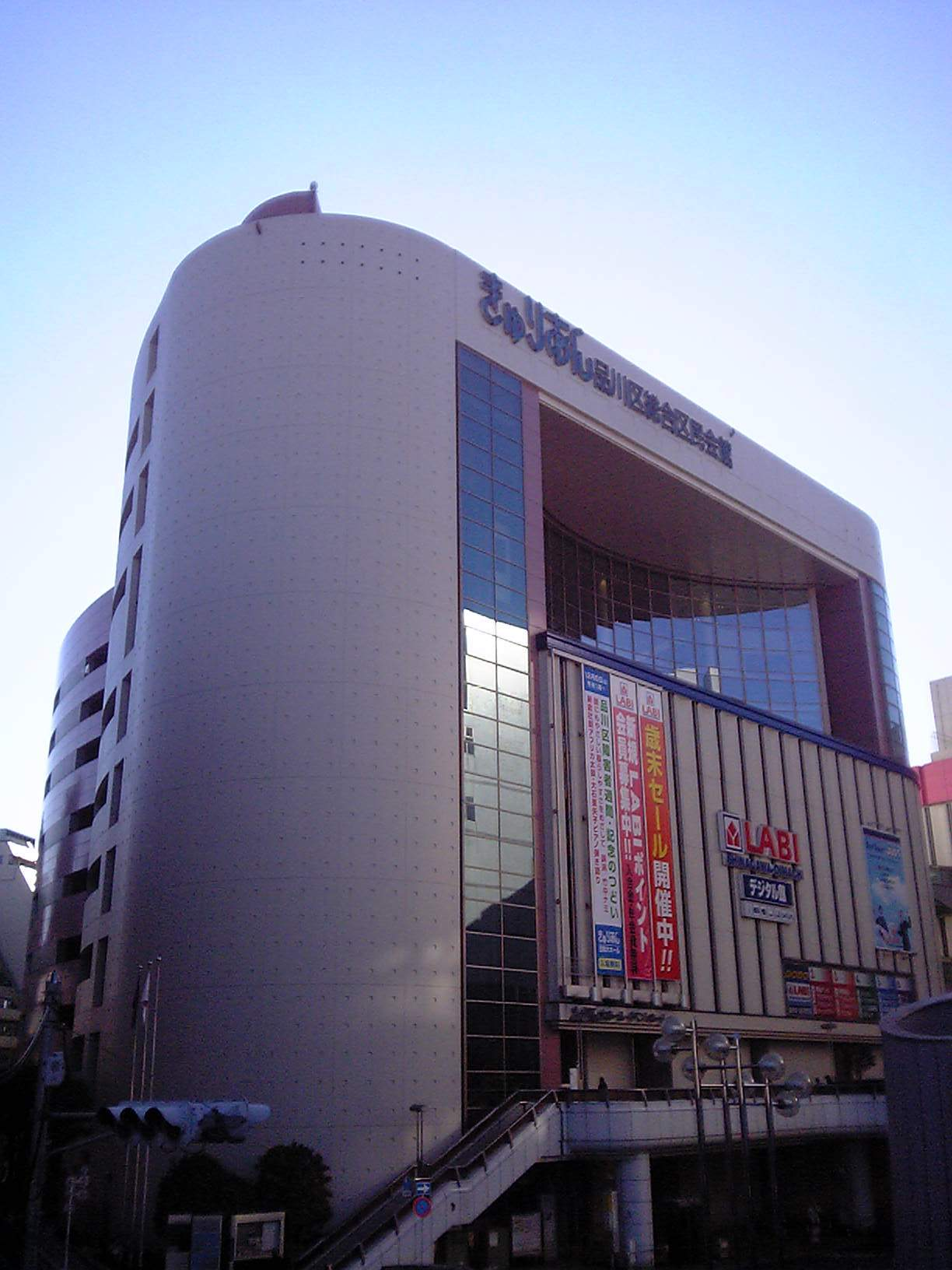
品川區立總合區民會館「きゅりあん」

- LABI品川大井町店、品川區立總合區民會館「きゅりあん」（與LABI同建物）
- 西友大井町店
- 三菱鉛筆本社
- 三愛石油本社
- CoreEdge本社

### 東大井六丁目
- 東京品川醫院
- 佐藤製藥品川開發中心

## 備註
1. ↑  .   [2013年8月7日]. （原始内容存档于2014年2月23日）.

## 外部連結
- 品川區官方網站 （页面存档备份，存于）
- 鮫洲祭禮會官方網站 （页面存档备份，存于） - 東大井一丁目鮫洲八幡神社的祭禮官方網站。